# Raymond Domenech
Raymond Domenech (Lyon, 24 de janeiro de 1952) é um ex-futebolista e treinador francês. Atualmente está sem clube.

## Carreira

### Como jogador
Começou a jogar no Lyon, onde permaneceu por quase dez anos, se tornando ídolo no clube. Depois se consagrar também no Strasbourg, passou ainda por Paris Saint-Germain, Bordeaux e Mulhouse, antes de encerrar a carreira, em 1988.
Pela Seleção Francesa, disputou apenas oito partidas.

### Como treinador
Logo após se aposentar como jogador, passou a treinar o mesmo Mulhouse. Chegou ao Lyon em 1989, ficando por quatro anos. Em 1993, assumiu a Seleção Francesa Sub-21, comandando os garotos por onze anos, obtendo grande êxito. Neste período comandou a Seleção Francesa de Futebol nas Olimpíadas de 1996.
Em 12 de julho de 2004, assumiu o comando da Seleção principal. Levou a França à final da Copa do Mundo FIFA de 2006, na Alemanha, sendo derrotada pela Itália nos pênaltis.
Antes da Copa de 2010, no entanto, já havia sido definido que deixaria o cargo depois do mundial. Seu substituto seria o ex-zagueiro do time campeão mundial de 1998 e então técnico do Bordeaux, Laurent Blanc. Na disputa do certame, o desempenho da sua equipe foi pífio, sendo eliminada na fase de grupos, tendo conquistado apenas um ponto. Dez anos depois volta a treinar. Agora dirigindo o Nantes.

## Polêmicas

### Como jogador
Durante a carreira, Domenech acumulou polêmicas dentro e fora dos gramados. Ainda como jogador, ele assumiu no lugar de um colega a culpa por uma entrada que encerrou a carreira de um adversário por acreditar ser interessante aparecer no noticiário. Mais adiante, ao se transferir do Lyon para o Strasbourg, esnobou torcedores de seu novo clube na apresentação.

### Técnico da Seleção Francesa
Ao longo de sua passagem pela seleção, Domenech se envolveu em uma série de intrigas, quase todas relacionadas à sua confiança na astrologia. O critério afastou da equipe nomes como Robert Pires e Ludovic Giuly por serem do signo de Escorpião. Para o treinador, atletas com esse signo poderiam prejudicar o ambiente do seu grupo no Mundial da Alemanha.
Além de questões astrológicos. Entrou em conflito com outros jogadores, tais como o ídolo e capitão Zinedine Zidane, que discordava da táctica usada com somente 1 atacante. Nicolas Anelka, sem chances, afirmou que não atuaria com o treinador. David Trezeguet, sentia-se desvalorizado e Karim Benzema, estrela em ascensão à época, não se conformava com a falta de oportunidades (por fim, foi preterido da convocação final da França para o Mundial da África do Sul). 
Após a eliminação da Copa do Mundo de 2010 ele se recusou a cumprimentar o técnico da Seleção Sul-Africana, Carlos Alberto Parreira. 